# Джон Маккук
Джон Маккук (на английски: John Mccook) е американски актьор, известен с ролята си на Ерик Форестър в американския сериал „Дързост и красота“, за която печели номинация за награда Еми през 2001 г. През 2003 г. заедно с Боби Ийкс (Мейси от сериала) идват в България за откриването на „Златната ракла“. Двамата освен колеги от телевизиония екран са и колеги на музикалната сцена. Те имат съвместен дует, озаглавен Heaven's just a step away.